# 橘アヤコは見られたい
『橘アヤコは見られたい』（たちばなアヤコはみられたい）は、佐藤周監督の日本映画。2020年9月11日公開。

## 概要
OP PICTURES新人監督発掘プロジェクト2019で優秀賞を受賞した佐藤周のピンク映画デビュー作
。成人映画館で2020年9月11日より『若妻ナマ配信 見せたがり』の題で劇場公開。
2020年10月の「OP PICTURES+フェス2020」ではR15+指定作品に再編集され原題である『橘アヤコは見られたい』のタイトルで上映される（10月18日公開）。
脚本自体は新型コロナウイルス感染拡大による自粛期間中に執筆。「現実よりも怖いものを書くのが自称ホラー監督に与えられた使命」と思っていたものの、現実の見えないウイルスのほうが怖いのではないかと気づき、無意識のうちに「幽霊はなるべく見せない」という演出になったという。全編POV（主観視点）で撮影されている。
2021年、ロッテルダム国際映画祭のCinema Regained部門で招待上映される。海外上映タイトルは「Ayako Tachibana Wants to Go Viral」。

## あらすじ
人気動画配信者である「たちばなチャンネル」橘圭介・綾子夫妻。当初は共同で活動を行っていたが、綾子単独出演の動画がヒットしなかったこともあり、もっぱら圭介が企画考案と出る専門。主婦の綾子は動画編集をひとりでこなす日々を送っている。ヨガや美容動画など本来やりたかったことを止められ、ドッキリのリアクションが面白かったことから、変顔担当となっている現状に不服な綾子。一方、社内でも人気者であり、営業成績もいい圭介は同僚の優子と不倫関係にあった。優子以外の女性とも陰で不貞をしているようだ。
圭介の同僚である沙織は、仕事のストレスを癒すために「サトル」としてアダルトチャットを覗くのが日課になっていた。お気に入りのチャットレディはエイコだ。いつもはエイコに励まされる「サトル」だが、この日のなんだかエイコは元気がなく落ち込んでいるように見える。ある日、沙織は偶然にカフェで撮影中の圭介と綾子に出くわす。綾子はその時左手の人差し指に絵柄のついていた絆創膏を巻いていたが、沙織はエイコも同じ箇所に絆創膏を巻いていたことに気づきハッとする。　
「たちばなチャンネル」は9月16日、20時から初の生配信を予告した。

## 登場人物
橘綾子
演 ‐ 山岸逢花
たちばなチャンネルの配信者。妻。配信動画内では「アヤコ」表記。動画内ではスポーティーかつ料理がうまい良妻ぶりを見せている。
橘圭介
演 ‐ 東山康平
たちばなチャンネルの配信者。夫。配信動画内では「ケイスケ」表記。動画内では明朗快活な性格。
内田優子
演 ‐ 小梅えな
圭介の会社の同僚。
早川沙織
演 ‐ 吉根ゆりあ
圭介の会社の同僚。

## スタッフ
- 監督・脚本・編集：佐藤周
- 撮影：橋本篤志
- 照明：鈴木馨悟
- 録音：山口勉
- 効果・整音：吉方淳二
- メイク：坂口佳那恵
- 衣装：佐藤彩奈
- 造形：土肥良成
- 制作進行：木村直樹
- スチール：富山龍太郎
- 仕上げ：東映ラボ・テック
- 編集協力：秦敏樹、酒本悠資
- 機材協力：山崎玲、ミックビジョン、黒澤フィルムスタジオ
- 協力：小谷不充穂、谷口恒平、松野友貴、上野オークラ劇場、『東京でとって食べる生活・ドキュメンタリー』
- 制作：ノストロモ
- 提供：オーピー映画